# 乙原の滝
乙原の滝（おとばるのたき）は、大分県別府市乙原にある滝である。

## 概要
鶴見岳の南側にある船原山の中腹にあり、滝の水は別府市内を流れる朝見川に注いでいる。雄滝（落差約60m）、雌滝（落差約30m）の2つの滝からなる。滝の付近には別府ラクテンチがあり、大分自動車道からも滝の一部が見える。

## アクセス
乙原川にかかる「滝見橋」付近に若干の駐車スペースあり。駐車スペースより滝前まで徒歩15分。